# محمدرضا تقوی‌فرد
محمدرضا تقوی فرد (زادهٔ ۲۲ اردیبهشت ۱۳۴۷ (خورشیدی)، تهران) نظریه پرداز در حوزه علوم اجتماعی ،سیاست، سینما و  هنر  و عضو هیئت علمی و دانش‌آموخته دانشکده سینما و تئاتر دانشگاه هنر  است. نظریه های قرق رسانه ای  ، ادموکراسی یا دموکراسی علیه دموکراسی  ، رولوه در سینما ، و بازنویسی فیلم  از آن اوست که در قالب کتاب و مقاله منتشر شده است. وی همچنین مجری شبکه یک سیما  در سازمان صدا و سیمای جمهوری اسلامی ایران، شاعر  ، اهل قلم و نویسنده  چندین عنوان کتاب   و منتقد سینما است.
محمدرضا تقوی فرد سردبیر و مدیرمسئول چندین نشریه سراسری از جمله عصر رسانه (روزنامه)، راه مردم (روزنامه)، بامداد (روزنامه)، خورشید (روزنامه) ، هفته نامه دو زبانه قرن  و ماهنامه سینمایی فیلم (نشریه)  بوده است و هم اکنون مدیرمسئول و رییس شورای سردبیری هفته نامه هم قلم  ، ماهنامه مصداق  و فصلنامه نظریه های هنر  است. او از سال۱۳۹۰ به مدت دو سال عضو هیئت مدیره و مدیرعامل مؤسسه فرهنگی و هنری آهنگ آتیه بود.

## آثار

### کتاب
شعر
- شکوه شب[۱۷]
- رقص قلم[۱۸]
- مرزهای سکوت[۱۹]
- فریاد واژه ها
- گفتنی ها را نزنید
- ثانیه های سقوط
- فرمانروای روا
- بچه های محله زمین
- خط پایان تقلید
- صبحتان به عشق
- صد سال ماه گرفتگی
- با بی من [۲۰]
- باغ چرانی
- نی قلم
- عشق دوانی[۲۱]
- گل کوب
- مرد مردابی[۲۲]

رمان منظوم
- دختر خورشید و پسر ماه[۲۳]
- شهره و شادمان
- کیمیا بردیا

داستان کوتاه
- سسین[۲۴]

نمایشنامه
- زیر زمین دریاست[۲۵]

سفرنامه
- تولد سوی[۲۶]
- بسی در فریاد[۲۷]
- حج ۱۴۲۰

فلسفه
- شناخت و معرفت از دیدگاه کانت

علوم سیاسی
- یک پا این ور یک پا آن ور

نگاهی به ژئوپلتیک ترکیه از مسیر استانبول
- بی پرده با احمدی نژاد؛ گفت و گوی محمدرضا تقوی فرد با دکتر محمود احمدی نژاد[۲۹]

هنر
- گزارش چیست؟ گزارشگر کیست؟ [۳۰]
- بررسی روند تاریخی سینمای جنگ ایران

مبانی نظری
- نظریه قرق رسانه ای (علوم اجتماعی)
- ادموکراسی[۳۱]  (سیاسی)
- دمکراسی علیه دمکراسی (سیاسی)

فرهنگ لغت
- فرهنگ بردیا (فرهنگ لغات و اصطلاحات صنعت گردشگری)[۳۲]

ادبیات داستانی کودکان
- سوت سوتک سحرآمیز
- موش شیر را خورد
- قلاده طلا
- مردی که یکصد بچه داشت[۳۳] (ترجمه)
- فصل قشنگ شادی[۳۴] (مجموعه شعر)
- کودکان ایرانی(مجموعه شعر)

## مصاحبه
- گفت‌وگو با غضنفر رکن‌آبادی کارشناس مسائل خاورمیانه، با موضوع تحکیم پایه های دوستی میان دو کشور ایران و سوریه - سال ۱۳۸۶ [۳۵]
- گفت‌وگو با کارشناسان مسائل سیاسی با موضوع جنگ قفقاز - شهریور ۱۳۸۷  [۳۶]
- گفت‌وگو  با کارشناس مسائل سیاسی درباره سایه روشن های تحولات سیاسی ترکیه [۳۷]
- گفت‌وگو با اساتید دانشگاه درباره دستیابی ایران به انرژی هسته ای - فروردین ۱۳۸۵  [۳۸]
- گفت‌وگو با کارشناس مسائل سیاسی درباره ضرورت های توسعه روابط ایران با کشورهای آسیایی [۳۹]
- گفت‌وگو با کارشناسان مسائل سیاسی با موضوع  بحران غزه - سال ۱۳۸۶ [۴۰]
- گفت‌وگو با خالد عبدالمجید دبیرکل جبهه مبارزه مردمی فلسطین و کارشناسان درباره تشدید بحران در سرزمین های اشغالی فلسطین-سال۱۳۸۶ [۴۱]
- گفت‌وگو با حسین اعلایی کارشناس مسائل خاورمیانه با موضوع ناکامی استراتژیک واشنگتن و تل آویوو در جنگ 33 روزه لبنان  [۴۲]
- گفت‌وگو با کارشناسان مسائل خاورمیانه درباره تحرکات سیاسی جدید-مقاومت حماس و نگرانی رژیم صهیونیستی - سال ۱۳۸۷  [۴۳]
- گفت‌وگو با رئیس دفتر سیاسی جنبش امل و کارشناسان با موضوع بررسی تحولات لبنان و پیامدهای مداخلات آمریکا در لبنان -اردیبهشت ۱۳۸۷ [۴۴]
- گفت‌وگو با ابراهیم رئیسی و علیرضا جمشیدی(سخنگوی قوه قضاییه) با موضوع جایگاه و وظایف قوه قضائیه در نظام اسلامی - تیرماه ۱۳۸۵ [۴۵]
- گفت‌وگو با وزرا و استانداران و پیگیری مصوبات هیت دولت در نهاد ریاست جمهوری - ۸ مرداد ۱۳۸۶ [۴۶]
- گفت‌وگو با حمید بهبهانی وزیر راه و شهرسازی با موضوع نقش حمل و نقل در تحولات اقتصاد ملی ایران [۴۷]
- گفت‌وگو با محمد رحمتی وزیر راه و شهرسازی  با موضوع نقش حمل و نقل در توسعه زیر ساخت اقتصاد کشور [۴۸]
- گفت‌وگو با اسماعیل احمدی مقدم فرماندهی انتظامی جمهوری اسلامی ایران با موضوع طرح ملی نجات - سال ۱۳۸۷ [۴۹]
- گفت‌وگو با داود دانش جعفری و علی آقامحمدی با موضوع اجرای اصل ۴۴ قانون اساسی ، الزام اساسی اقتصاد ایران و چالش های موجود  [۵۰]
- گفت‌وگو با مجید قاسمی و جمشید پژویان با موضوع بررسی سیاستهای اصل ۴۴ قانون اساسی (خصوصی سازی و کاهش تصدی گری دولتی)[۵۱]
- گفت‌وگو با  محمدرضا باهنر و محمد خوش چهره با موضوع کارنامه مجلس هفتم و دورنمای مجلس هشتم - مرداد ۱۳۸۷  [۵۲]
- گفت‌وگو با محمدحسین موسی‌پور با موضوع انتخابات و حرکت بر محور قانون - سال ۱۳۸۶ [۵۳]

### تهیه کننده تلویزیونیوکارگردان فیلم
- مسابقه تلویزیونی رزم آفرینان (۱۳ قسمت تولید و پخش شده از شبکه سه سیما در سال ۱۳۷۴)
- دایرةالمعارف خانواده (۶۰ قسمت برنامه ترکیبی نمایشی تولید و پخش شده از شبکه یک سیما در سال ۱۳۷۵ و ۱۳۷۶)[۵۴]
- فیلم مستند خاکریزهای نقره ای - مستند  ۶۰ دقیقه ای و تک قسمتی پخش شده در ویدئو به‌درخواست ( VOD )[۵۵]

## تحصیلات
- دکتری پژوهش هنر از دانشگاه هنر تهران
- کارشناسی ارشد سینما از دانشکده سینما و تئاتر دانشگاه هنرتهران
- کارشناسی سینما با گرایش کارگردانی از دانشکده سینما و تئاتر دانشگاه هنر تهران
- مهندسی صنایع غذایی از دانشکدگان کشاورزی و منابع طبیعی دانشگاه تهران
- کارشناسی حقوق از دانشگاه آزاد اسلامی
- کارشناسی علوم سیاسی از دانشگاه آزاد اسلامی
- مهندسی معماری دانشگاه آزاد اسلامی
- کاردانی دامپزشکی دانشگاه آزاد اسلامی
- دیپلم علوم تجربی از دبیرستان البرز